# Sitona
Sitona är ett släkte av skalbaggar som beskrevs av Ernst Friedrich Germar 1817. Sitona ingår i familjen vivlar.

## Bildgalleri

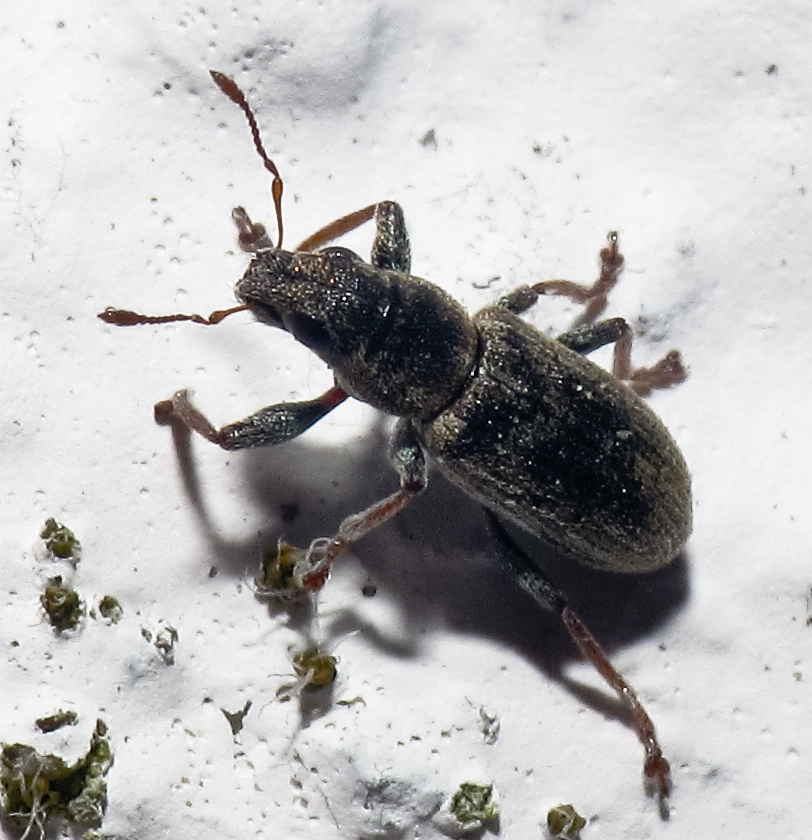
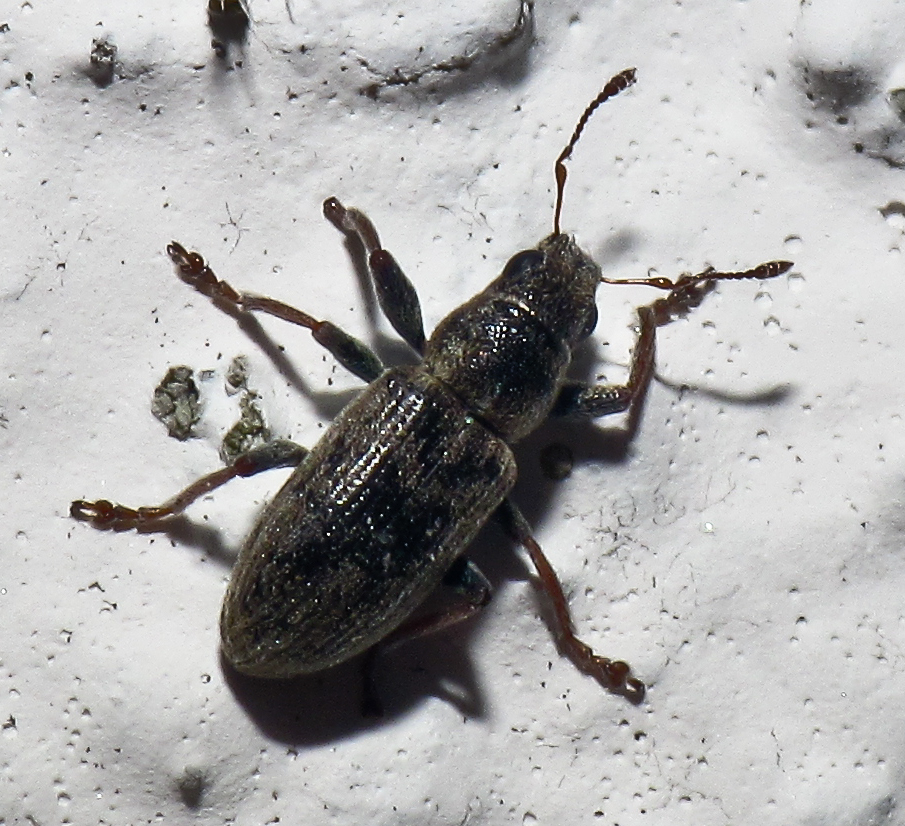
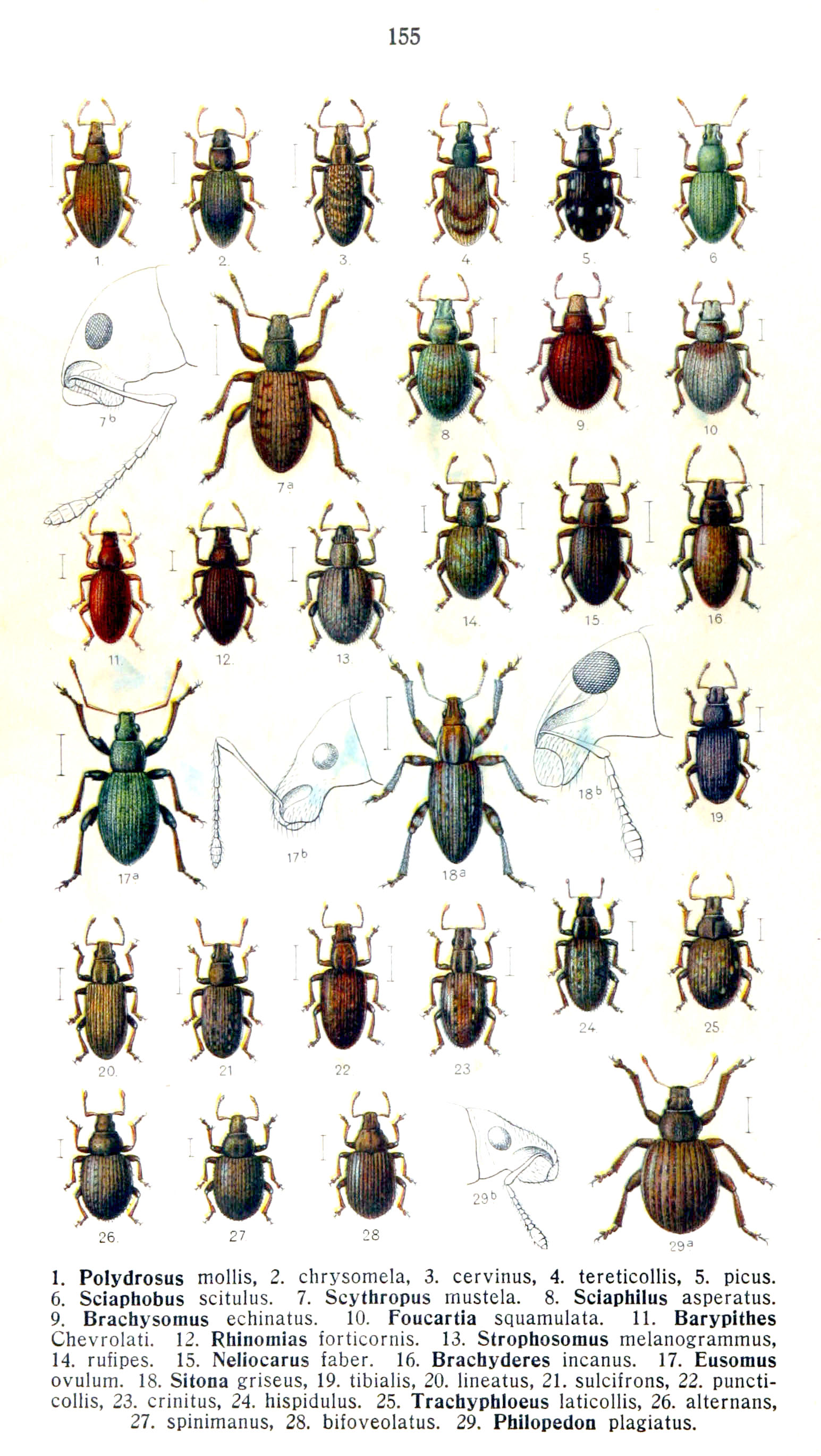
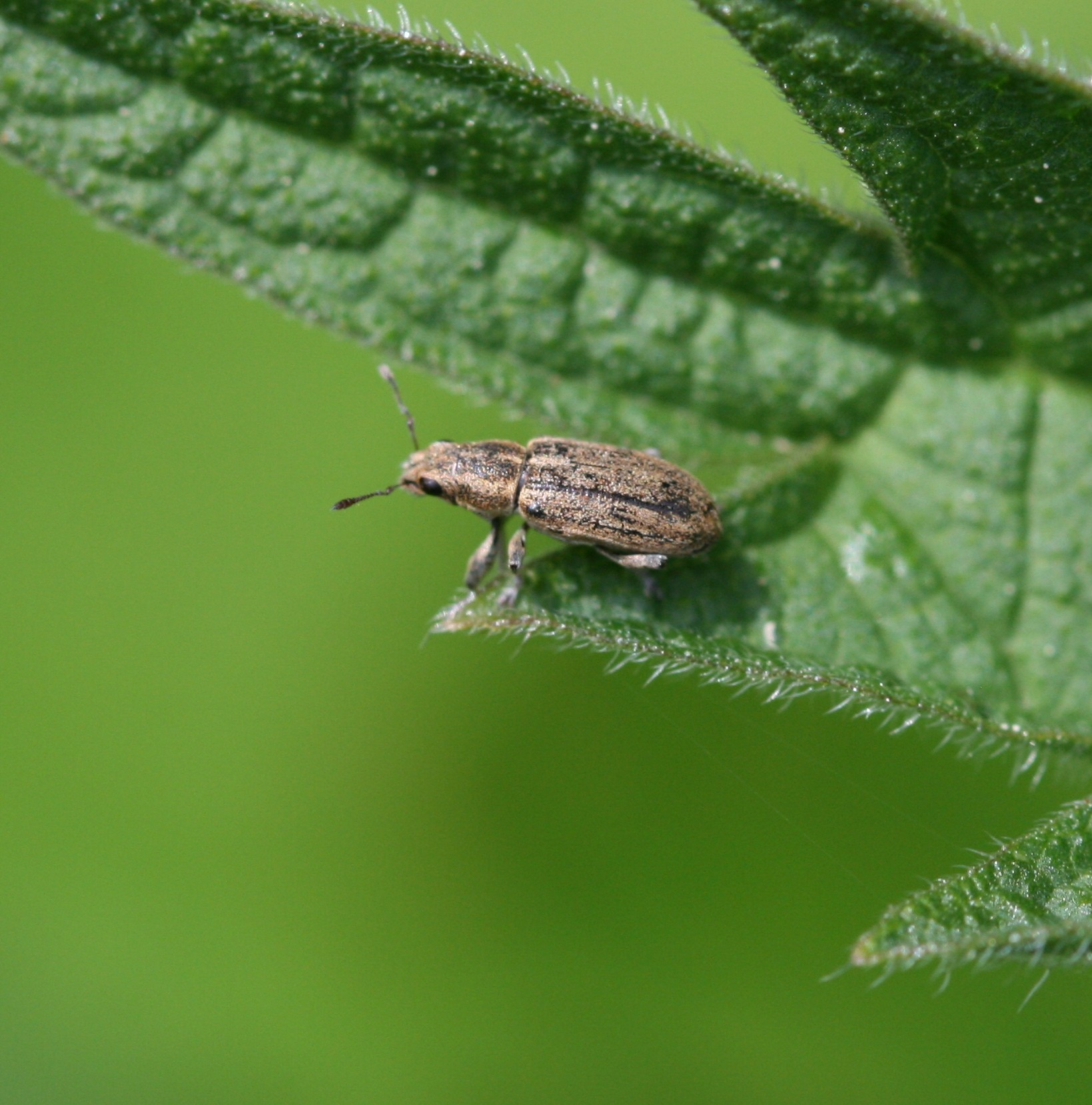
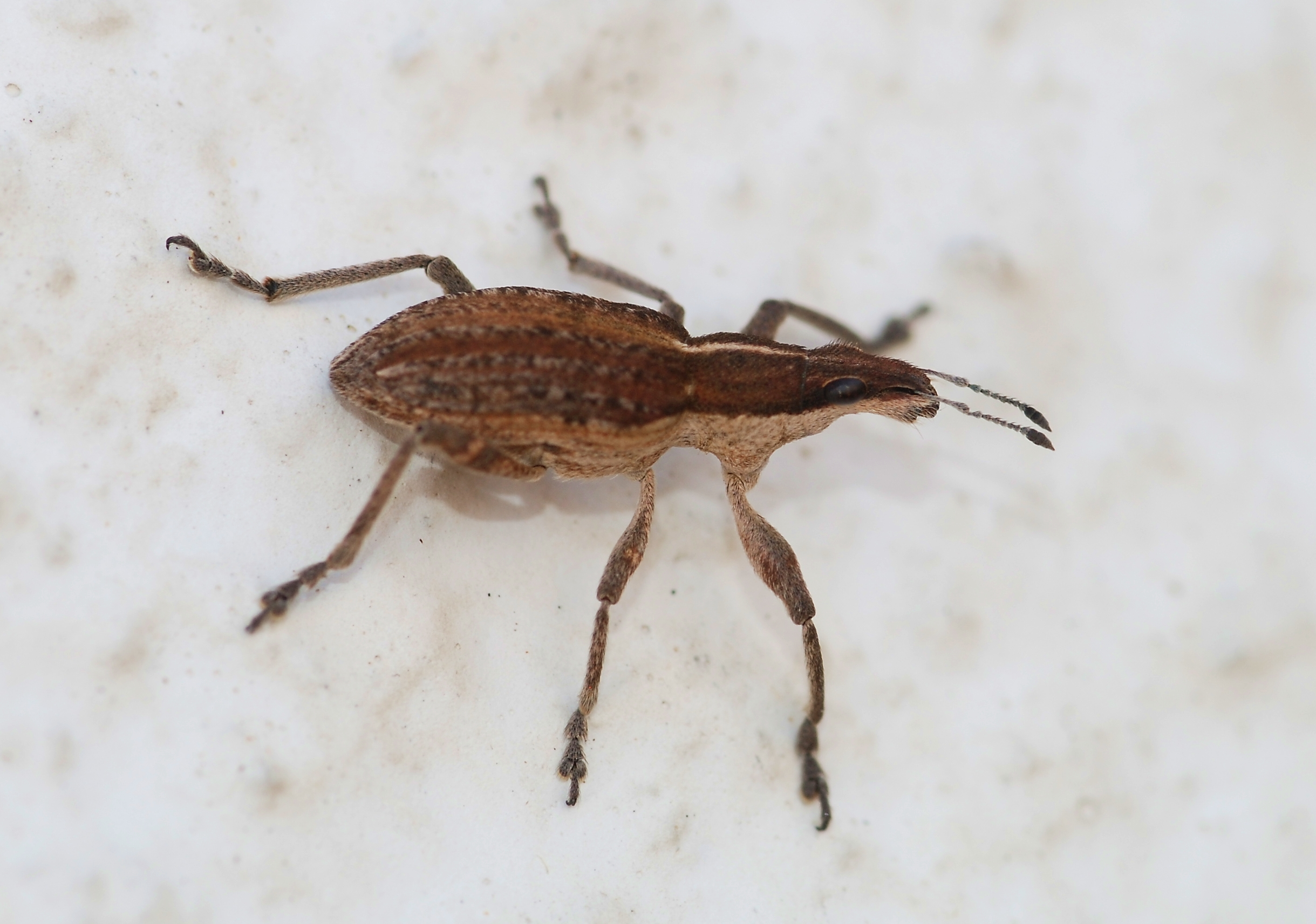

## Dottertaxa tillSitona, i alfabetisk ordning[1][2]
- Sitona aberrans
- Sitona adanensis
- Sitona aemulus
- Sitona affinis
- Sitona alba
- Sitona albarius
- Sitona albescens
- Sitona albocrinitus
- Sitona albolineatus
- Sitona albovittatus
- Sitona albus
- Sitona allardi
- Sitona alpinus
- Sitona alternans
- Sitona alternatus
- Sitona ambiguus
- Sitona ambulans
- Sitona amurensis
- Sitona anchora
- Sitona angustesquamosa
- Sitona angustifrons
- Sitona angustulus
- Sitona apacheanus
- Sitona araxidis
- Sitona arcticollis
- Sitona argentatus
- Sitona argutulus
- Sitona asellus
- Sitona aspera
- Sitona assimilis
- Sitona atlasicus
- Sitona atomarius
- Sitona attavina
- Sitona attritus
- Sitona audax
- Sitona bedeli
- Sitona bellus
- Sitona bicolor
- Sitona bimaculata
- Sitona biseriatus
- Sitona bisphaericus
- Sitona bispilota
- Sitona bituberculatus
- Sitona blanchardi
- Sitona bosnicus
- Sitona brevicollis
- Sitona breviculus
- Sitona brucki
- Sitona bucephalus
- Sitona cachecta
- Sitona californicus
- Sitona californius
- Sitona callosus
- Sitona calosa
- Sitona cambrica
- Sitona cambricus
- Sitona campestris
- Sitona canescens
- Sitona canina
- Sitona caninus
- Sitona canus
- Sitona carmelita
- Sitona caucasicus
- Sitona caudata
- Sitona caviceps
- Sitona cephalotes
- Sitona chloroloma
- Sitona chloropus
- Sitona cinerascens
- Sitona cinerea
- Sitona cinnamomeus
- Sitona circumductus
- Sitona cockerelli
- Sitona concavirostris
- Sitona conspectus
- Sitona constrictus
- Sitona corcyreus
- Sitona correctus
- Sitona corycaea
- Sitona costata
- Sitona costatus
- Sitona costipennis
- Sitona cribricollis
- Sitona crinita
- Sitona crinitoides
- Sitona crinitus
- Sitona cupreo-squamosus
- Sitona curviscelis
- Sitona cylindricollis
- Sitona damascenus
- Sitona decora
- Sitona dectipiens
- Sitona delicatulus
- Sitona densatus
- Sitona deubeli
- Sitona discoideus
- Sitona dispersus
- Sitona durius
- Sitona elegans
- Sitona ellipticus
- Sitona exilis
- Sitona eximius
- Sitona explicitus
- Sitona extrusus
- Sitona faedus
- Sitona faillai
- Sitona fairmairei
- Sitona fallax
- Sitona fascicularis
- Sitona femoralis
- Sitona festai
- Sitona flavescens
- Sitona flavipes
- Sitona flecki
- Sitona foedus
- Sitona formaneki
- Sitona fronto
- Sitona fusca
- Sitona fuscopilosus
- Sitona fuscus
- Sitona gemellatus
- Sitona gemmellatus
- Sitona geniculatus
- Sitona giganteus
- Sitona giraudi
- Sitona globosa
- Sitona globulicollis
- Sitona gotzelmanni
- Sitona gracilicornis
- Sitona grammatus
- Sitona granulatus
- Sitona gressoria
- Sitona gressorius
- Sitona grisea
- Sitona griseus
- Sitona grissorius
- Sitona guttulatus
- Sitona haemorrhoidalis
- Sitona hebraeus
- Sitona hermanni
- Sitona hinnulus
- Sitona hipponensis
- Sitona hirsutula
- Sitona hirsutus
- Sitona hirta
- Sitona hirticornis
- Sitona hirtus
- Sitona hispanicus
- Sitona hispidiceps
- Sitona hispidula
- Sitona hispidulus
- Sitona horrens
- Sitona humeralis
- Sitona humilis
- Sitona ignavus
- Sitona incana
- Sitona indifferens
- Sitona infossor
- Sitona inops
- Sitona insulsus
- Sitona intermedius
- Sitona intersectus
- Sitona japonicus
- Sitona kraussei
- Sitona languidus
- Sitona lateralis
- Sitona laticeps
- Sitona latifrons
- Sitona latipennis
- Sitona lepidus
- Sitona limosa
- Sitona limosus
- Sitona lineata
- Sitona lineatulus
- Sitona lineatus
- Sitona lineella
- Sitona lineellus
- Sitona liscoideus
- Sitona lividipes
- Sitona longiclavis
- Sitona longicollis
- Sitona longulus
- Sitona luctuosa
- Sitona lurida
- Sitona luridus
- Sitona macularis
- Sitona macularius
- Sitona maculata
- Sitona maculatus
- Sitona maculipennis
- Sitona maculosus
- Sitona margaritosus
- Sitona margarum
- Sitona maroccanus
- Sitona mauritanicus
- Sitona medicaginis
- Sitona meliloti
- Sitona melitensis
- Sitona modesta
- Sitona molitor
- Sitona montanus
- Sitona munganasti
- Sitona nanus
- Sitona nebulosus
- Sitona negletus
- Sitona neophytes
- Sitona neophytis
- Sitona niger
- Sitona nigrescens
- Sitona nigriclavis
- Sitona nigrocrinitus
- Sitona nispidicens
- Sitona obscuratus
- Sitona obscuripes
- Sitona obsoleta
- Sitona obsoletus
- Sitona occator
- Sitona occidentalis
- Sitona ocellatus
- Sitona ochrysquamosus
- Sitona octopunctatus
- Sitona ocularis
- Sitona oculatus
- Sitona onerosus
- Sitona ononidis
- Sitona ophthalmicus
- Sitona ordinarius
- Sitona orientalis
- Sitona osculans
- Sitona ovipennis
- Sitona palliata
- Sitona palliatus
- Sitona pallidicornis
- Sitona pallipes
- Sitona parallelipennis
- Sitona parvulus
- Sitona paupercula
- Sitona persulcatus
- Sitona pictus
- Sitona pisi
- Sitona pisivora
- Sitona pleuritica
- Sitona pleuriticus
- Sitona praeambulus
- Sitona procerus
- Sitona prominens
- Sitona promptus
- Sitona puberulus
- Sitona puncticeps
- Sitona puncticollis
- Sitona punctiger
- Sitona ragusai
- Sitona rasilis
- Sitona regensteinensis
- Sitona reitteri
- Sitona remaudierei
- Sitona rubiginosa
- Sitona ruficlavis
- Sitona rufipes
- Sitona rugulosa
- Sitona scansoria
- Sitona scissifrons
- Sitona sekerai
- Sitona senegalensis
- Sitona seniculus
- Sitona seriesetosus
- Sitona serpentarius
- Sitona serrimana
- Sitona setiger
- Sitona setosa
- Sitona setosus
- Sitona setulifer
- Sitona setulosa
- Sitona sieversi
- Sitona simplex
- Sitona sordidus
- Sitona sparsus
- Sitona spartii
- Sitona squamosus
- Sitona staudingeri
- Sitona stierlini
- Sitona striatellus
- Sitona stricticollis
- Sitona strumosa
- Sitona strumosus
- Sitona sturmii
- Sitona subaurata
- Sitona subauratus
- Sitona subcordatus
- Sitona subcostatus
- Sitona subovatus
- Sitona subrufus
- Sitona subvicarius
- Sitona sulcifrons
- Sitona suturalis
- Sitona syriacus
- Sitona temperei
- Sitona tenietensis
- Sitona tenuis
- Sitona tessulatus
- Sitona tibialis
- Sitona tibiellus
- Sitona trisulcatus
- Sitona turbatus
- Sitona turkestanica
- Sitona turkestanicus
- Sitona ulicis
- Sitona unicolor
- Sitona ursus
- Sitona varians
- Sitona variegatus
- Sitona waterhousei
- Sitona vaucheri
- Sitona verecundus
- Sitona verrucosa
- Sitona verrucosus
- Sitona versicolor
- Sitona vestita
- Sitona vestitus
- Sitona vicinus
- Sitona villosus
- Sitona virgatus
- Sitona viridifrons
- Sitona vittatus